# Берт Кемерон
Бертланд «Берт» Кемерон (англ. Bertland «Bert» Cameron; нар. 16 листопада 1959) — ямайський спринтер.
Чемпіон світу з бігу на 400 метрів (1983); срібний призер літніх Олімпійських ігор 1988 року в естафеті 4×400 метрів; чемпіон (1982) та срібний призер (1978) Ігор Співдружності; срібний призер Панамериканських ігор (1987); чемпіон (1981) та срібний призер (1985) першості країн Центральної Америки і Карибського моря; чемпіон Центральноамериканських і Карибських ігор (1982).
Тричі, у 1981—1983 роках, визнавався спортсменом року на Ямайці.

## Виступи на Олімпіадах
| Олімпіада         | Дисципліна   | Місце   |
| ----------------- | ------------ | ------- |
| Москва 1980       | 400 метрів   | 1/4 (6) |
| Москва 1980       | 4×400 метрів | 1 тур   |
| Лос-Анджелес 1984 | 400 метрів   | 1/2 (4) |
| Сеул 1988         | 400 метрів   | 6       |
| Сеул 1988         | 4×400 метрів | 2       |